# Edificio Martinelli
L'Edificio Martinelli è uno storico grattacielo di San Paolo del Brasile. Realizzato tra il 1924 ed il 1934 per volontà dell'imprenditore italo-brasiliano Giuseppe Martinelli, l'edificio era al momento della sua inaugurazione il grattacielo più alto del paese e dell'America Latina.

## Storia

### Progetto e costruzione
L'Edificio Martinelli fu progettato dall'architetto ungherese Vilmos (William) Fillinger (1888-1968) dell'Accademia di belle arti di Vienna. Non godendo del sostegno del governo per terminare l'opera, Martinelli fu obbligato a vendere parte del progetto all'Istituto Nazionale di Credito per il Lavoro Italiano all'Estero del governo italiano, fino a quando il governo brasiliano prese per sé l'edificio nel 1943.

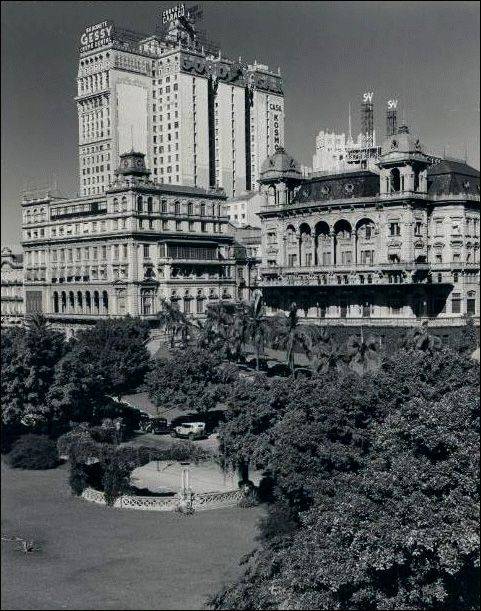
L'Edificio Martinelli nel 1931

Eretto con la tecnica costruttiva della muratura in mattoni e struttura portante di cemento, la superficie esterna delle facciate principali è interamente rivestita di granito rosato, sua caratteristica peculiare.

### Degrado e recupero
A partire dagli anni 50 l'edificio entrò in una fase di profondo degrado: occupato da senzatetto, con i vani ascensori riempiti di spazzatura, l'edificio fece da sfondo ad ulcuni dei crimini più tristemente noti dell'epoca.
Il giro di boa arrivò nel 1975, quando il palazzo venne espropriato dal comune e completamente ristrutturato dal sindaco Olavo Setúbal. Reinaugurato nel 1979, ospita oggi gli uffici municipali dell'Abitazione e della Pianificazione, le imprese Emurb e Cohab-SP, la sede del Sindacato dei Bancari di SP così come diversi esercizi commerciali al piano terra.

## Descrizione
L'edificio sorge nel centro della città di San Paolo, di fronte all'altresì celebre Edificio del Banco do Brasil.